# Mililani Mauka, Hawaii
Mililani Mauka är en ort (CDP) i Honolulu County, i delstaten Hawaii, USA. Enligt United States Census Bureau har orten en folkmängd på 21 039 invånare (2010) och en landarea på 10,3 km².